# Plak (lijfstraf)

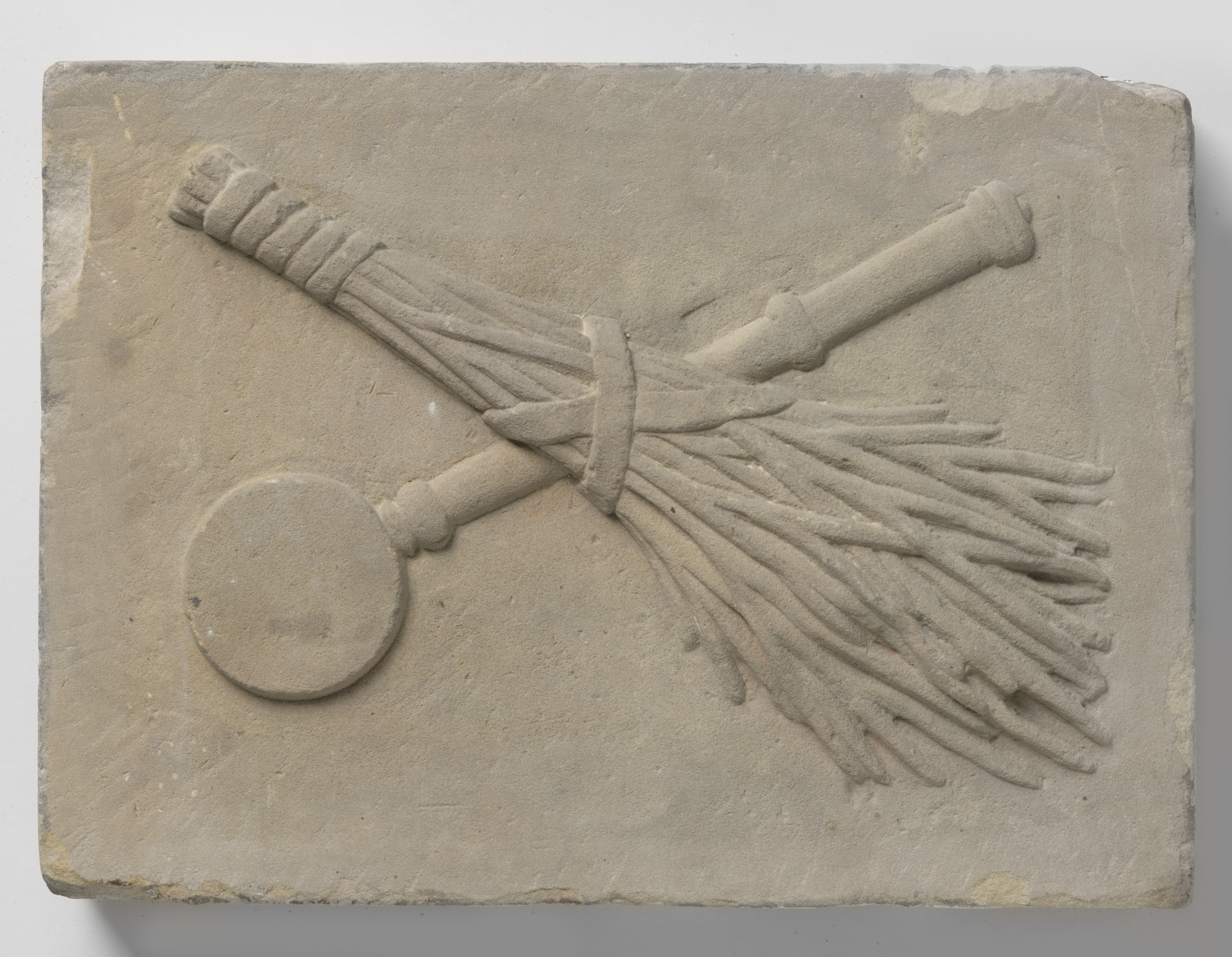
Gevelsteen met plak en gard

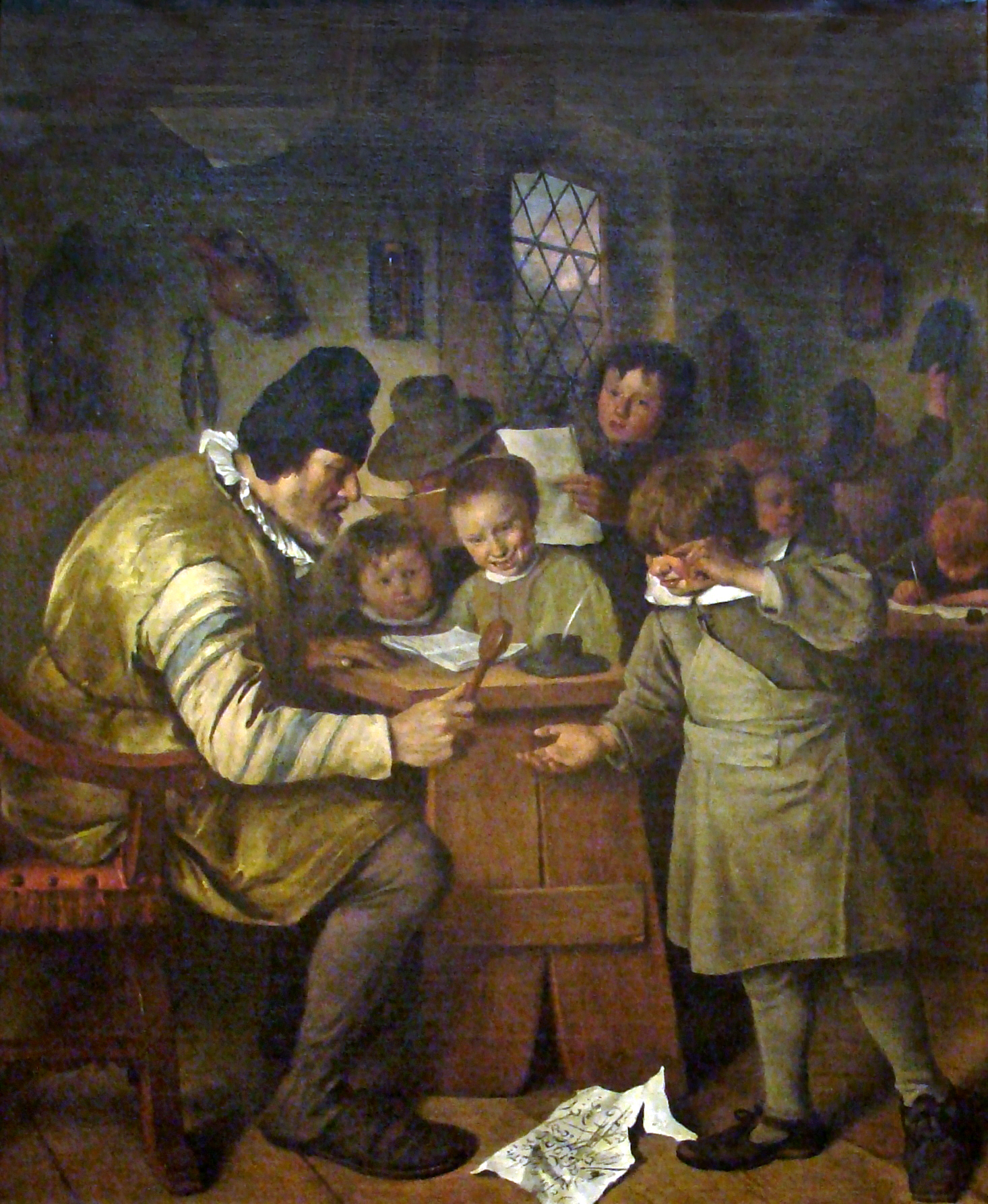
Kind krijgt tik op de hand met de plak (schilderij van Jan Steen)

Een plak is een houten latje waarmee een leraar of opvoeder in vroeger tijden een kind op de uitgestrekte handpalm of op de knokkels sloeg als straf.
De plak werd op scholen vaak gebruikt in combinatie met de pechvogel, een pop in de vorm van een vogel. Deze werd naar een zich misdragende leerling gegooid. Die moest de pechvogel terugbrengen naar de leraar en kreeg dan een tik op de hand met de plak.
Lijfstraffen zoals de plak werden in 1820 verboden in Nederland.

## Varianten

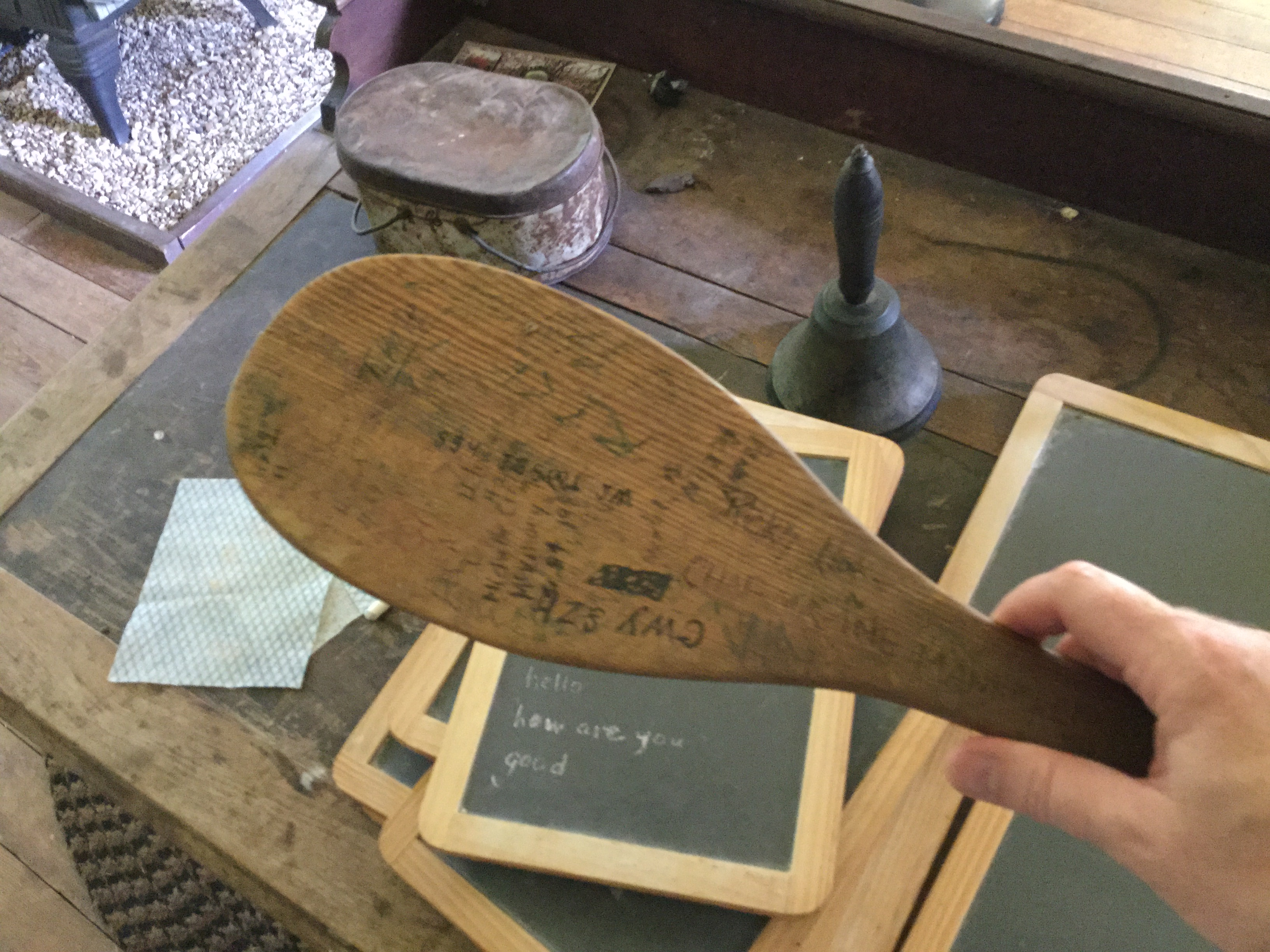
Plak

De cultuurhistoricus G.D.J. Schotel beschreef in Het Oud-Hollandsch Huisgezin der Zeventiende Eeuw (1868) de diverse varianten van de plak: "Men had ronde en ovale plakken, dik en dun van blad, met een gladde oppervlakte, en met ruiten ingesneden, om den indruk op de hand te versterken." Er waren volgens hem zelfs plakken "met gevlochten koperdraad, en met scherpe ijzeren puntjes voorzien, of met spelden en naalden erin, die vel en vleesch van de handen scheurden."

## "Onder de plak zitten"
De uitdrukking "onder de plak zitten" refereert aan het gebruik van de plak als strafmiddel. F.A. Stoett omschreef deze uitdrukking in zijn lexicon Nederlandsche spreekwoorden, spreekwijzen, uitdrukkingen en gezegden (1923-25) als "zoo beheerscht worden, als vroeger de kinderen door den ‘schoolmeester’ met de roede en de plak; niets te zeggen hebben."